# 28952 Ericepstein
28952 Ericepstein è un asteroide della fascia principale. Scoperto nel 2000, presenta un'orbita caratterizzata da un semiasse maggiore pari a 2,3800926 UA e da un'eccentricità di 0,1714693, inclinata di 1,44605° rispetto all'eclittica.